# Калтаева, Ляззат Молдабековна
Ляззат Молдабековна Калтаева (каз. Ләззат Молдабекқызы Қалтаева; 4 февраля 1965, Кзыл-Орда, Казахская ССР, СССР) — казахстанский общественный деятель, депутат Сената Парламента Республики Казахстан (2022—2024). Член Бюро Политического совета партии «Аманат» (с 2022 г.). Председатель общественного объединения «Ассоциация женщин с инвалидностью „Шырак“», председатель объединения юридических лиц «Центрально-Азиатский Форум людей с инвалидностью» (с 2006 года). Обладатель Премии ЭСКАТО ООН «Борец за права инвалидов», член рабочей группы по имплементации Декады лиц с инвалидностью Азиатско-Тихоокеанского региона 2013—2022 гг. Звание «Почётный гражданин города Алматы» (2021 г.).
Автор проекта «Школа независимой жизни для лиц с инвалидностью» (Свидетельство № 14551 от «20» января 2021 года).

## Биография
Родилась 4 февраля 1965 года в Кзыл-Орде.
В 1983 году окончила Всесоюзный заочный институт искусств по специальности «графика и станковая живопись»

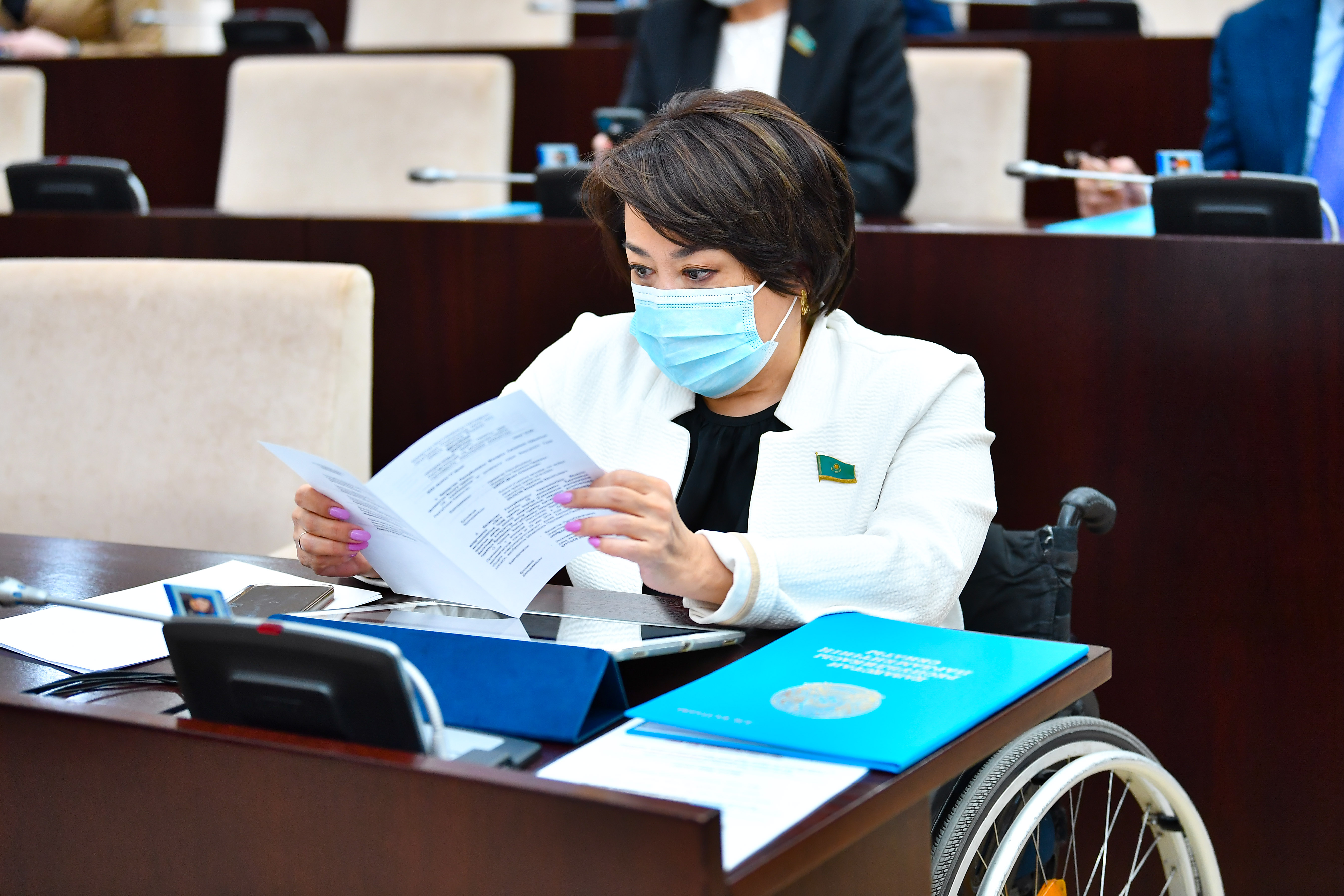
Калтаева Л. М.

В 1997 году окончила учебный центр «Арман» при КИМЭП по специальности «специалист по сделкам по ценным бумагам»
В 2014 году окончила Каспийский общественный университет по специальности «юриспруденция».
С 1987 по 1991 год — секретарь Фрунзенского районного общества инвалидов города Алма-Аты;
С 1997 по 2001 год — специалист по сделкам с ценными бумагами ЗАО «ДАЭКО», ЗАО «Данекер», ЗАО «Казахстан-Аудит» города Алматы;
С 2001 года — председатель ОО «Ассоциация женщин с инвалидностью „Шырак“»;
С 2006 года — председатель ОЮЛ «Ассоциация организаций инвалидов города Алматы» (перерегистрирована в ОЮЛ «Центрально-Азиатский Форум людей с инвалидностью»);

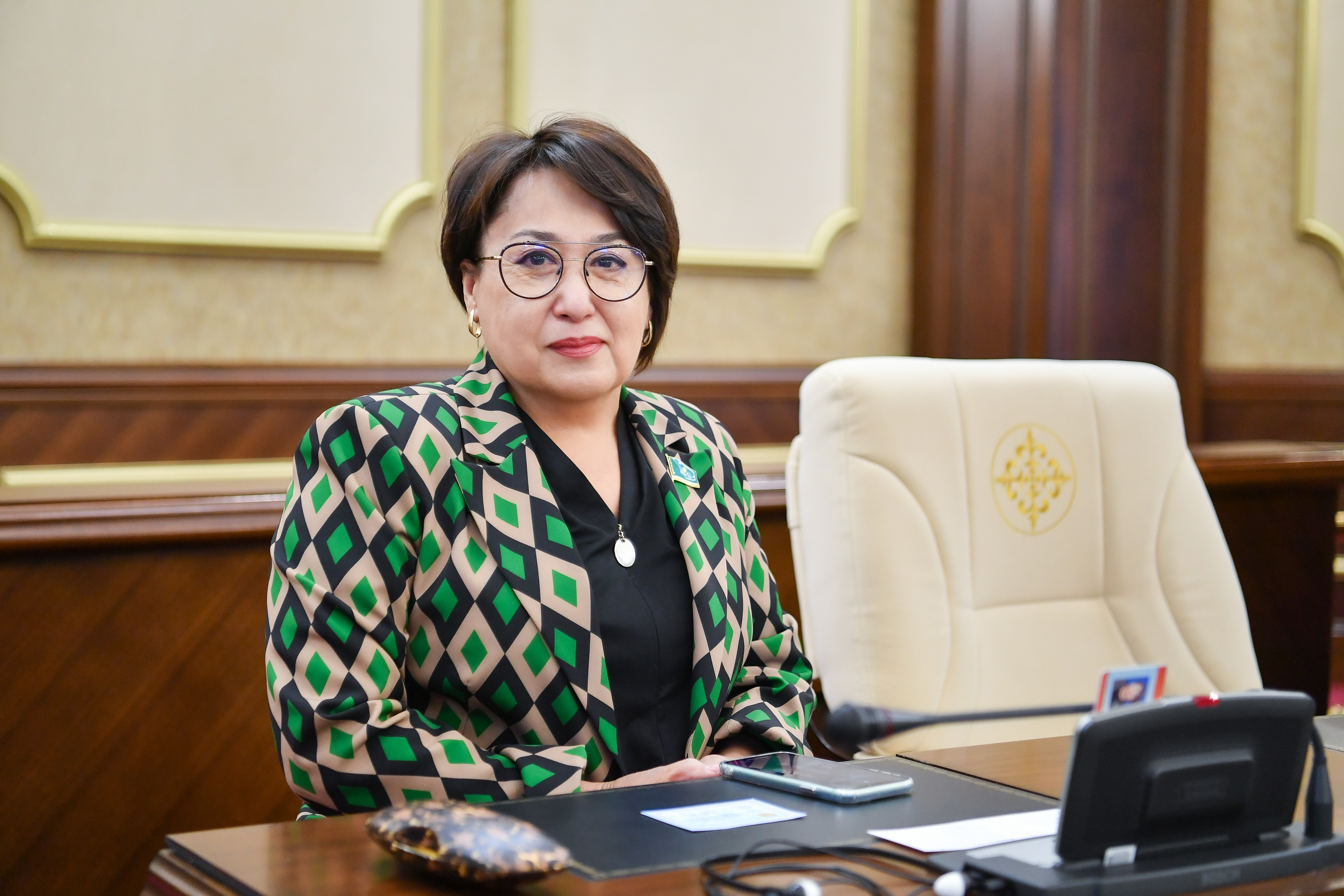
Калтаева Л. М.

С 2006 года по 2022 год; с января 2024 года — член Национальной комиссии по делам женщин и семейно-демографической политике при Президенте Республики Казахстан;
С 2016 года по 2020 год — депутат маслихата города Алматы.
С 2022 года по 2024 год — депутат Сената Парламента Казахстана.

## Награды и звания
- 2011 — медаль «20 лет независимости Республики Казахстан»;
- 2012 — премия ЭСКАТО ООН «Борец за права инвалидов»;
- 2015 — орден «Курмет»;[4]
- 2020 — благодарственное письмо Президента Республики Казахстан;
- 2020 — медаль «25 лет Конституции Республики Казахстан»;
- 2021 — медаль «За заслуги» (Еңбегі үшін) от акимата города Алматы;Калтаева Л. М.

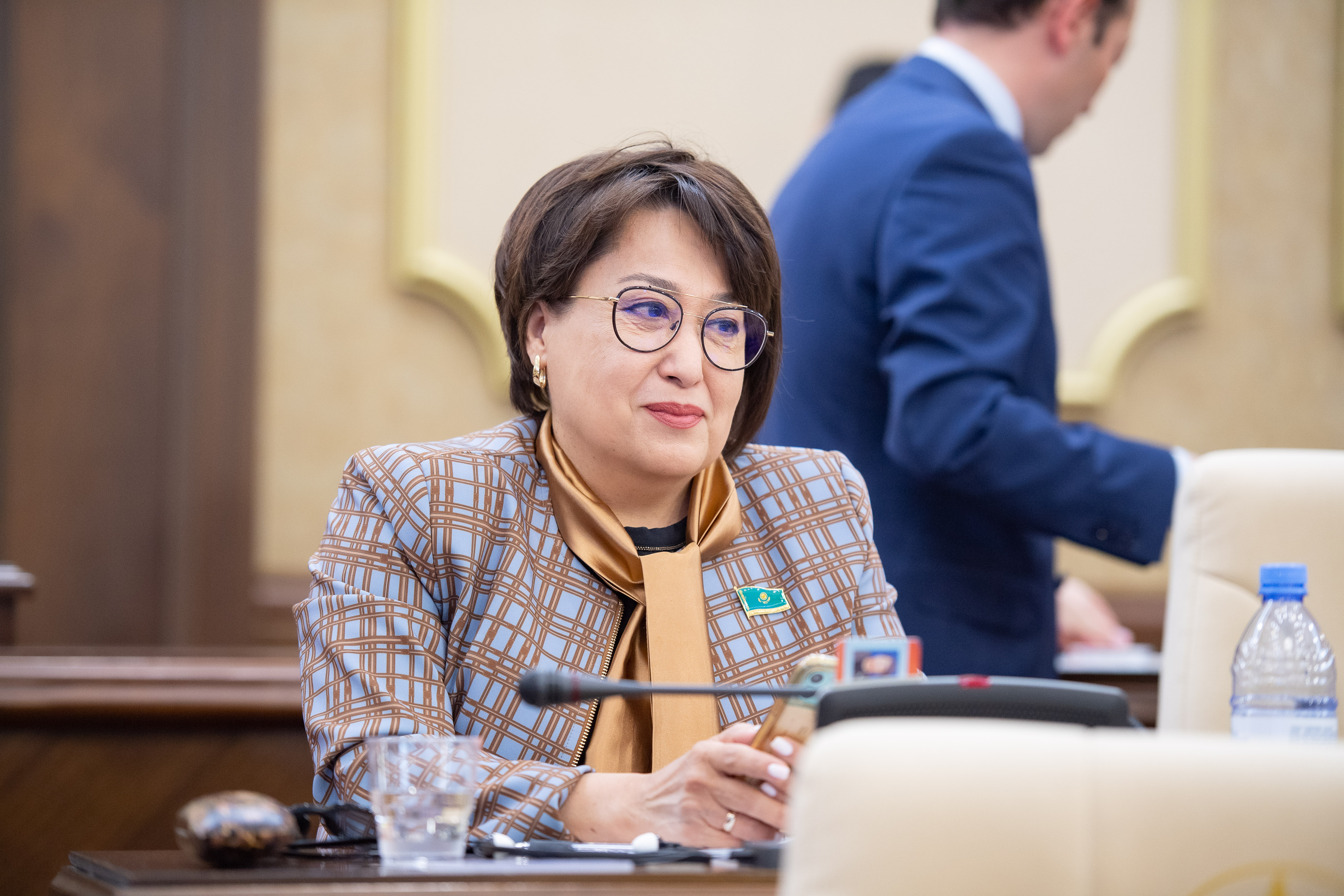
Калтаева Л. М.

- 2021 (19 сентября) — звание «Почётный гражданин города Алматы»;[5]

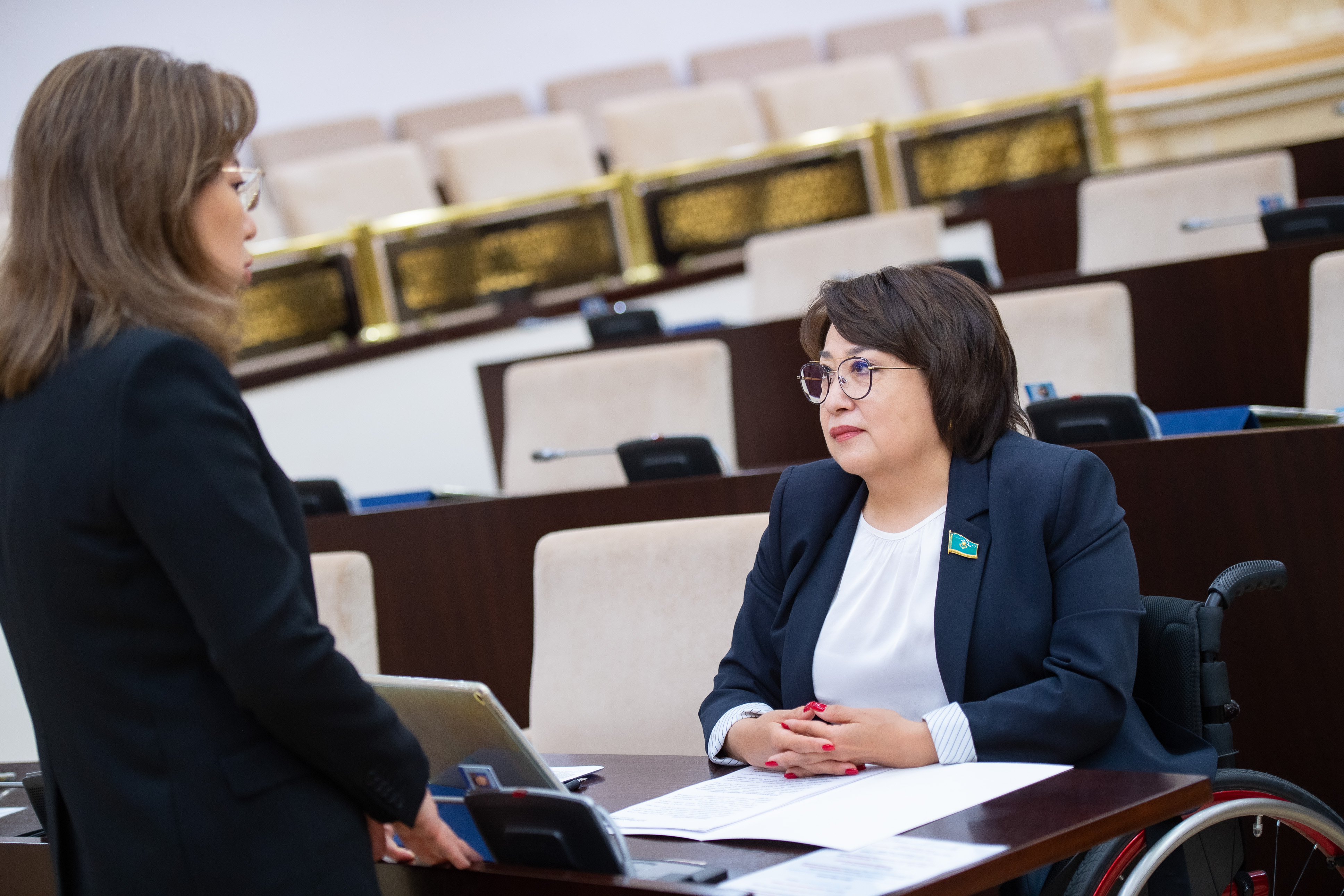
Калтаева Л. М.

- 2023 — Орден Парасат;